# 750er

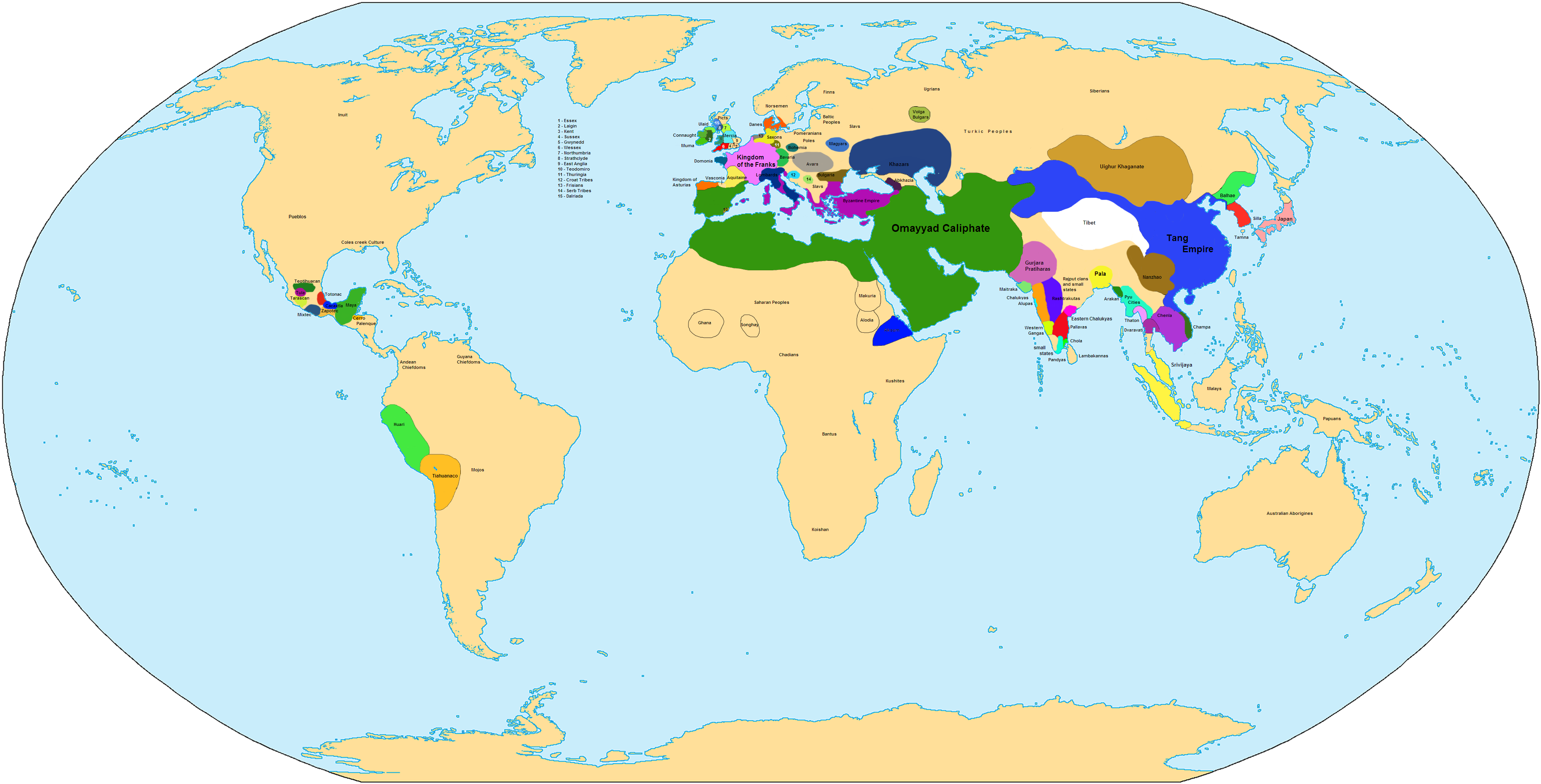
Globale territoriale Situation 750 n. Chr.

Portal Geschichte | Portal Biografien | Aktuelle Ereignisse | Jahreskalender | Tagesartikel

◄ |
7. Jh. |
8. Jahrhundert
| 9. Jh. | ►

◄ |
720er |
730er |
740er |
750er
| 760er | 770er | 780er | ►

750 |
751 |
752 |
753 |
754 |
755 |
756 |
757 |
758 |
759

## Ereignisse
- 16.–25. Januar 750: Schlacht am Zab im Nordirak, die Umayyaden werden von den Abbasiden entscheidend geschlagen und gestürzt. Die Abbasiden setzen sich als Kalifen durch.
- 756: Der karolingische Hausmeier Pippin der Jüngere wird König des Frankenreichs; um von Papst Zacharias anerkannt zu werden, verspricht er die Pippinische Schenkung; Gründung des Kirchenstaats.